# Cazú Zegers

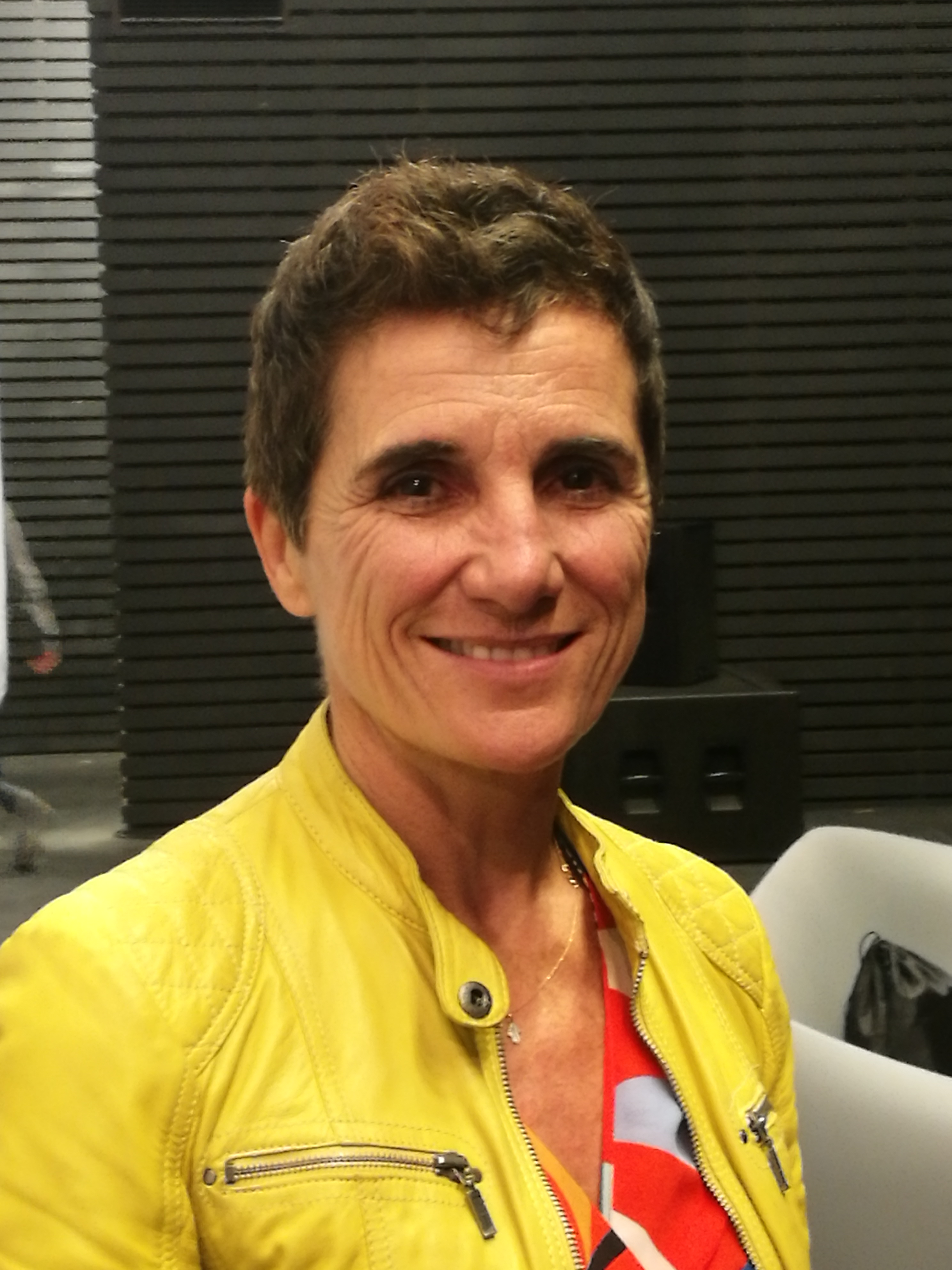
Cazú Zegers

María del Carmen Zegers García (geboren 1958), besser bekannt als Cazú Zegers, ist eine chilenische Architektin. 1991 gründete sie das Architekturbüro Cazú Zegers Arquitectura und 2006 die Stiftung Fundación +1000. Sie ist eine der wichtigen Vertreterinnen der modernen chilenischen Architektur.

## Beruflicher Werdegang

### Ausbildung
Ihren Abschluss in Architektur machte Zegers 1984 an der Universidad Católica de Valparaíso. Seit 1977 unternahm sie eine Reihe von Studienreisen in Lateinamerika. Sie beschäftigte sich dabei intensiv mit der Landschaft, den einheimischen Kulturen, der Poesie und deren möglichem Einfluss auf die Architektur.
Zwischen 1987 und 1988 studierte sie an der Parsons School of Design in New York.

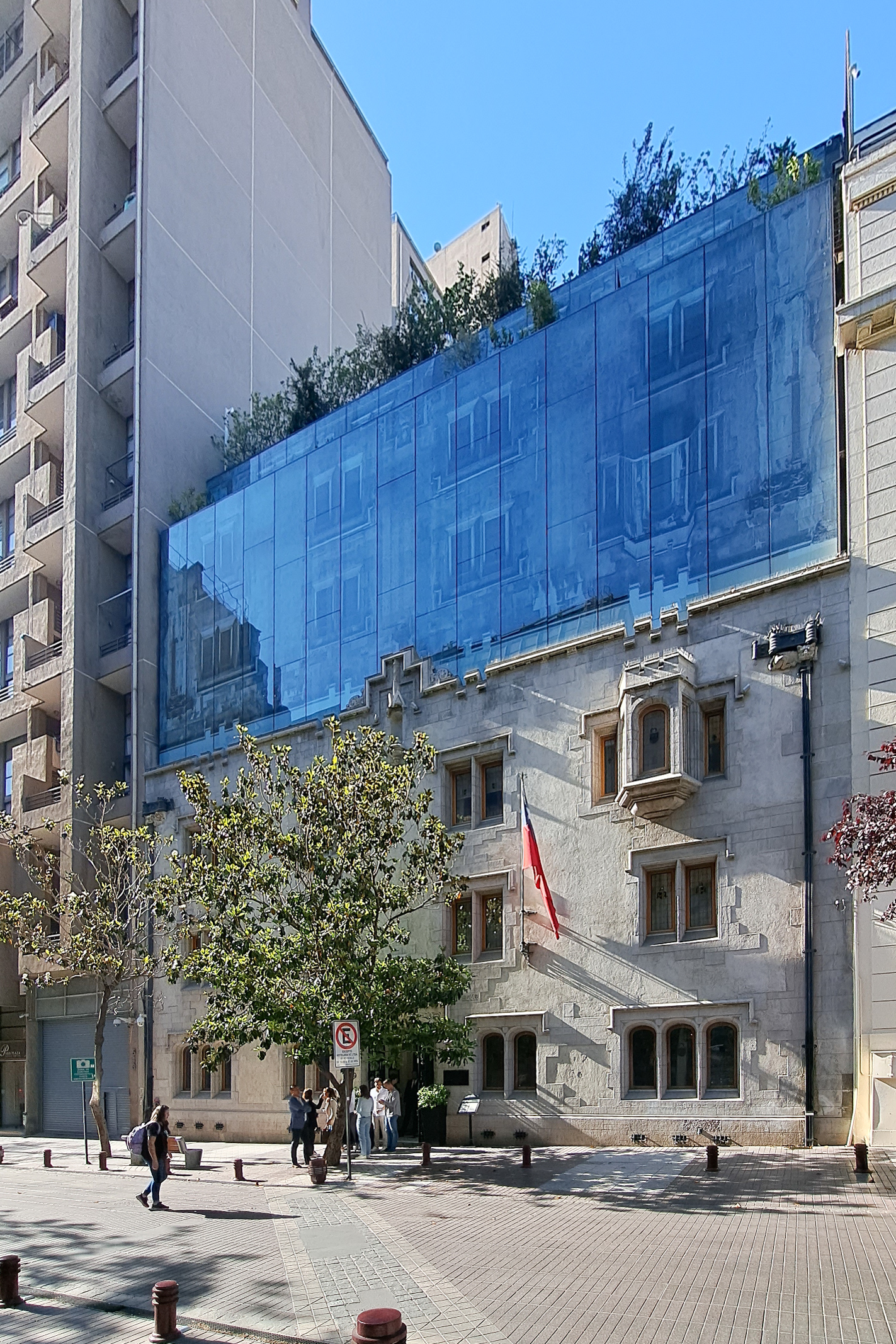
Hotel Magnolia, Santiago de Chile

### Cazú Zegers Arquitectura

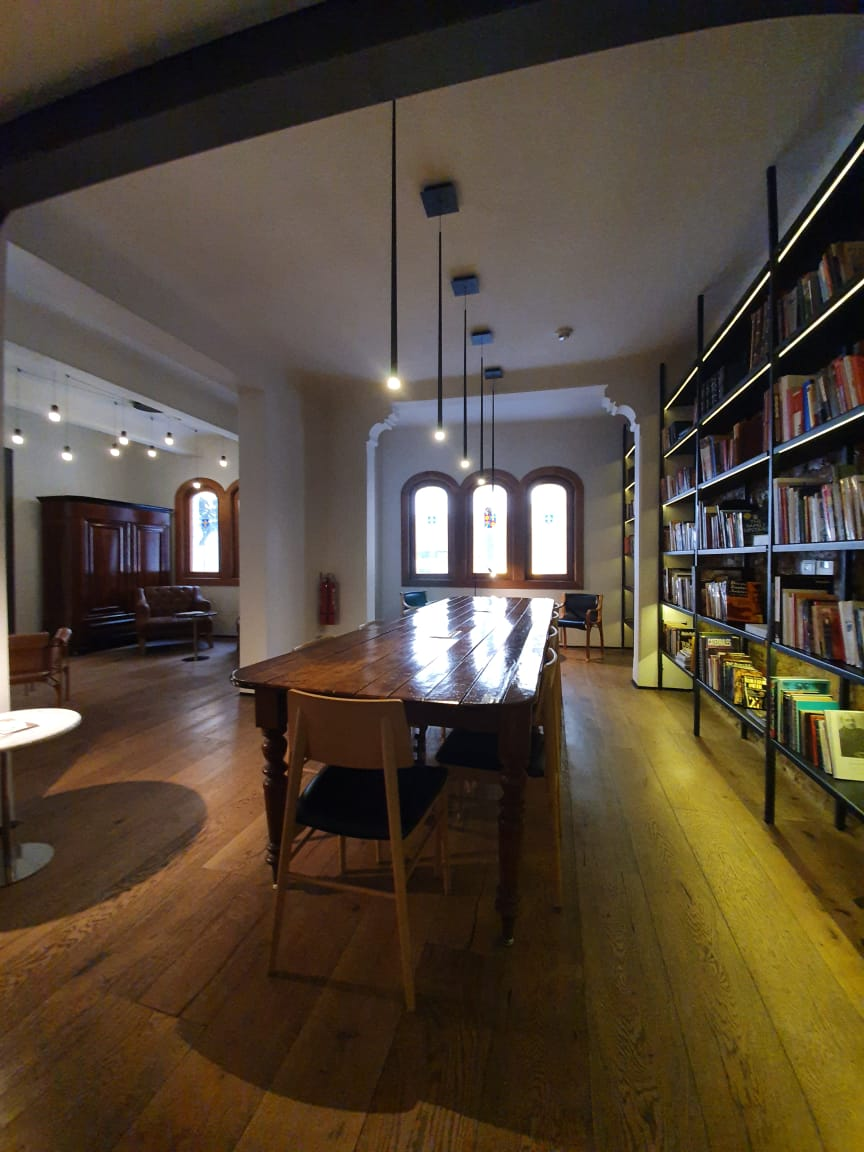
Das renovierte Hotel Magnolia: Bibliothek, Santiago de Chile

1991 kehrte Zegers nach Chile zurück und gründete das Architekturbüro Cazú Zegers Arquitectura. Ihre Projekte zeichnen sich aus durch ausdrucksstarke Bauten, bei denen Wert gelegt wird auf Bezüge zur Landschaft, den einheimischen Bautraditionen und Baumaterialien. Zegers ist ständig auf der Suche nach einer lateinamerikanischen Formensprache, verwendet kulturelle einheimische Elemente und Low-Tech-Baulösungen. Dabei stützt sie sich nicht zuletzt auf das Manifest der Ciudad Abierta Amereida zum Thema „Territorium“. Für die Architektin ist „Landschaft für Amerika das, was Denkmäler für Europa sind“.
Zegers und ihr Team sind führend beim Thema Ethnoarchitektur und Ethnoengineering. Auch Nachhaltigkeit und Hinwendung zur Holzarchitektur hat sich das Team auf die Fahnen geschrieben. Zegers als leitende Designerin steht dabei für den poetischen Anteil der Projekte.
Zegers erstes größeres Werk war die Casa Cala, ein Einfamilienhaus am Lago Ranco. Für das Projekt erhielt sie 1993 auf der Biennale von Buenos Aires den Großen Lateinamerikanischen Preis für Architektur. Cazú nennt es ihr „Thesis House“ (Lehrstück), weil sie hier begann, die Hütten im Süden Chiles zu dekonstruieren und in diesem Projekt neu zusammenzusetzen. Sie wollte zeitgemäße Wohnformen für das Territorium schaffen, die die überlieferten Techniken des volkstümlichen Bauens berücksichtigen.
Seitdem hat Zegers mehr als 40 Projekte fertiggestellt, darunter das Hotel Tierra Patagonia (auch Hotel del Viento), in dem sie eine zeitgenössische Sprache für gebogenes Holz entwickelte. Das zweistöckige Gebäude aus Holz und Stein, ist sehr lang und schlängelt sich durch die Landschaft. Es ist ein außergewöhnlicher und sichtbarer Bau, aber kein Störfaktor im Landschaftsbild.

„Die Geste des Gebäudes ergibt sich aus den Formen des Windes, einem für das Gebiet charakteristischen natürlichen Element.“

2011 vollendete die Architektin ein Haus für sich selbst: die Casa Soplo in Lo Barnechea am Fuße des Manquehue Hügels bei Santiago de Chile. Das Haus hat zwei völlig verschiedene Ansichten. Der Eingang wird durch eine Reihe von gebogenen, hintereinander gestaffelten Beton-Wänden gestaltet. Zegers ließ sich dabei durch die Skulpturen von Richard Serra inspirieren. Die Rückseite des Gebäudes ist komplett verglast und gibt den Blick in die Landschaft frei. Im Innern des langgezogenen Gebäudes sind die Räume offen gestaltet. Die energieeffiziente Bauweise wird durch die Dachbegrünung unterstützt und berücksichtigt zudem eine freie Luftzirkulation.
Mit der Casa LLU in Fundo Carrán in Chile hat Zegers ein Wohnhaus für vier Generationen mit vier sternförmig in die Landschaft ragenden Flügeln realisiert. Um den häufigen Regen in der Región de los Rios problemlos abfließen zu lassen, wurde ein zeltförmiges Dach konzipiert. Das Gebäude erhebt sich auf Stahlstelzen, die im Untergeschoss einen geschützten Aufenthalt im Freien ermöglichen.
In dem international ausgezeichneten Hotel Magnolia gibt Zegers ein Beispiel für die behutsame, qualitätvolle Erhaltung eines historischen Gebäudes.

### Engagement
1997 gründete Zegers die Grupo Aira, in der sich Teilnehmer verschiedener Gewerke in Workshops fortbilden und austauschen.
Ihr Interesse an der Erhaltung des Territoriums als kulturellem Erbe und die Überzeugung, dass Architektur ein Mittel des sozialen Wandels ist, veranlassten Zegers im Jahr 2006 mit Miguel Laborde und einer Gruppe von Mitarbeitern die Stiftung „Fundación y Centro de Estudios Geopoéticos“ und das Kulturzentrum „El Observatorio de Lastarria“ zu gründen. Die letzte Aktivität der Organisation war die Erhaltung der Kirchenglocken von La Compañía de Jesus, die von der Bevölkerung von Wales nach einem Erdbeben gestiftet wurden. Die Glocken befinden sich heute in den Gärten des Kongresses von Santiago de Chile. Diese Organisation ging 2014 in die Neugründung „Fundación +1000“ über, die Zegers zusammen mit Rodrigo Errázuriz vornahm. Seit dem 6. Mai 2021 ist sie aus der Stiftung ausgeschieden. Mit Hilfe dieser Stiftung und in Zusammenarbeit mit lokalen Gemeinschaften werden territoriale Forschungsprojekte entwickelt. Damit wurde Zegers zu einer Beraterin für öffentliche und private Projekte in verschiedenen Ländern Lateinamerikas. Hintergrund der Arbeit ist, dass die Organisation für nachhaltigen Tourismus eintritt, den die Ureinwohner vorantreiben sollten. Seit 2011 gehört die Stiftung zum International Geopoetic Institute von Kenneth White. Damit konzentriert sie sich mehr auf die Veröffentlichung von Texten von Miguel Labordes, als auf architektonische Interventionen.

### Lehrtätigkeiten
Zegers' Überlegungen fanden ihren Niederschlag in zahlreichen Konferenzen und Artikeln. Sie unterrichtete an der School of Architecture der Universidad de Talca, der Yale School of Architecture, der Pontificia Universidad Católica de Chile und der Universidad del Desarrollo. An letzterer erhielten ihre Studenten 2012 eine lobende Erwähnung und 2013 den ersten und zweiten Platz beim CORMA-Wettbewerb für Holzarchitektur.

## Projekte und Preise
Im Folgenden werden ausgewählte Projekte aufgelistet und die Preiskrönung erwähnt. Die Jahreszahl bezeichnet das Datum der Fertigstellung.
Wohnhäuser
- 1992: Casa Cala (Haus in der Bucht) am Lago Ranco, Región de los Lagos, Südchile.[16]
  - 1993: Auszeichnung mit dem Gran premio Latinoamericano de Arquitectura auf der Biennale in Bueno Aires.[5]
- 1996: Casa Del Fuego (Haus des Feuers) am Lago Maihue, Región de los Rios, Südchile.[17][18]
- 1997: Casa Fogón (Feuerhaus) in Kawellucó, in Pucón, Chile.[19]
- 1998: Casa Santa María in Kawellucó, Pucón.[20]
- 1999: Casa Del Silencio in Kawellucó, Pucón.[21]
- 2000: Casa Do in der Region Los Vilos, Chile.[22]
- 2002: Casa Té 1A (1A Teehaus) in Kawellucó, Pucón.[23]
- 2002: Casa Cáscara in Kawellucó, Pucón.[24]
- 2002: Casa Haikú in Rauten, Chile.[25]
- 2004: Casa Granero in Kawellucó, Pucón.[26]
- 2005: Casa Petra in Lo Curro, Metropolregion Santiago, Chile.[27]
- 2007: Casa Carpa in Palguín.[28]
- 2009: Casa T an der Laguna de Aculeo, Metropolregion Santiago.[29]
- 2011: Casa Soplo in Lo Barnechea, Metropolregion Santiago.[30][31]
- 2014: Casa Esmeralda in Lo Barnechea, Metropolregion Santiago.[32]
- 2018: Casa LLU in Fundo Carrán, Lago Maihue, Región de los Rios.[33][34]
- 2018: Casa Ye in Loteo Santa Emilia, Valdivia, Región de los Rios.[35]
- 2017: K House in Lomas de la Dehesa, Metropolregion Santiago.[36]

Andere Projekte
- 1994: Condominio Golf de Manquehue in Lo Barnechea, Metropolregion Santiago, Chile.[37]
- 1997: Open Office (Bürohaus) in Vitacura, Metropolregion Santiago.[38]
- 1997: Kawellucó, Konzept einer ländlichen Siedlung mit unterschiedlichen Haustypen.[39]
- 1999: Mit Grupo Aira. Casa Taller Cubo in Kawellucó, Pucón.[40][41][42]
- 2003: Capilla Del Espíritu Santo (Heilig-Geist-Kapelle) in Puente Alto, Santiago de Chile.[43]
- 2011: Hotel Tierra Patagonia in Torres de Paine, Chile.[44]
  - 2013: Travel + Leisure Award für das beste Resort und den Wallpaper Award für das beste Designhotel des Jahres.[45]
  - 2016: Nominierung für den ArcVision Prize Women and Architecture und Erwähnung.[3][46][47]
  - 2018:Travel + Leisure's World's Best Award.[48]
  - 2019: National Geographic Unique Lodge of the World Award[49]
- 2013: Hotel Parinacota in der Region Arica.[50]
- 2016: Renovierung des Hotel Magnolia in Santiago de Chile, Metropolregion Santiago.[10]
  - 2017: mit dem Prix Versailles als bestes Hotel in Lateinamerika, Mittelamerika und der Karibik ausgezeichnet.[11]
  - 2017: Auszeichnung von der UNESCO als bestes Hotel in Amerika und der Karibik.[51]
- 2016: Las Mostazas, Konzept einer ländlichen Siedlung, bei der auf Gemeinschaft und Nachhaltigkeit Wert gelegt wurde.[52]
- 2017: Andes Workshop (Anden-Workshop), Kooperation von Cazú Zegers, Rodrigo Sheward und Martín del Solar (Grupo Talca) für die Veranstaltung von internationalen, interdisziplinären Workshops, um Regionen in den Anden zu erforschen und aufzuwerten.[53]

## Preise und Anerkennungen
Projektunabhängige Preise und Anerkennungen:
- 2008: Von der chilenischen Tageszeitung El Mercurio als eine von 100 weiblichen Führungskräften erwähnt.[54]
- 2018: Die chilenische Architektenkammer verlieh ihr den Premio Eliana Caraball.[55]
- 2019: Die Zeitschrift Elle Decor listet sie als eine der 18 besten Architekten der Welt (A-Liste).[6][56]
- 2020: Das Forbes Magazine nannte sie „eine der lateinamerikanischen Architektinnen, die Barrieren überwinden“.[6]
- 2021: Dora Riedel Prize, Auszeichnung der chilenischen Architektenkammer für Architekten, die sich durch innovative Arbeit auszeichnen und neue Wege aufzeigen.[6]

## Veröffentlichungen
Geordnet nach Erscheinungsjahr.
- Viaje 1990. París, India, Nepal. Libra, Santiago 1990, OCLC 55254644 (spanisch).
- Bitácora. Editorial Libra, Santiago de Chile 1990, OCLC 30500905 (spanisch).
- Mit Andrea Pesquera, Grupo Aira: Showroom Open Office (Vitacura, Santiago). In: Industrias. Obra de arquitectos chilenos contemporaneos. Showrooms. Ediciones ARQ, Escuela de Arquitectura, Pontificia Universidad Católica de Chile, Santiago de Chile 1998, ISBN 978-956-14-0510-3.
- La ética de los materiales. Ensayo sobre la condición matérica de la arquitectura. In: ARQ. Nr. 39, 1998, OCLC 79619890, S. 16–17 (spanisch).
- Mit Juan Almarza: Assler-Délano residence. In: Montserrat Palmer Trias, Elizabeth Bennett De Stefani (Hrsg.): Casas de temporada = Vacation houses. Ediciones ARQ, Escuela de Arquitectura, Pontificia Universidad Católica de Chile, Santiago de Chile 2003, OCLC 53113995 (spanisch).
- Cazú Zegers: Prototipos en el territorio. (Prototypen im Territorium). Bearbeitung des Materials durch Francisca Monreal Palma. Hrsg.: Patricio Mardones Hiche. Ediciones ARQ. Escuela de Arquitectura de la Pontificia Universidad Católica de Chile, Santiago de Chile 2008, ISBN 978-956-14-1031-2 (spanisch, cazuzegers.cl [PDF]).
- Mit anderen: Cazú Zegers. Carpinterías. Aitim, DL, Madrid 2008, ISBN 978-84-87381-36-2 (spanisch).
- Cazú Zegers: Aira arquitectos. In: Francesc Zamora Mola (Hrsg.): The sketch book. Loft, Barcelona 2010, ISBN 978-84-92463-42-8 (spanisch).
- Mit Miguel Laborde: La selva fría y sagrada. Poética de la Araucanía. Catalonia, Santiago de Chile 2011, ISBN 978-956-324-108-2 (spanisch).
- Conversaciones con Cristián Warnken (Gespräche mit Cristián Warnken). BHP Billiton, Santiago, Chile 2011, OCLC 1256059872 (spanisch).